# Галкин, Николай Викторович
Николай Викторович Га́лкин (6 октября 1955) — киргизский футболист и футбольный тренер.

## Биография
Воспитанник каракольского футбола, тренер — Рустам Халитов. В качестве игрока выступал за «Иссык-Куль» (Каракол). В высшей лиге Кыргызстана провёл два сезона — в 1993 году сыграл 25 матчей, а в 2000 году, в 44-летнем возрасте, принял участие в трёх матчах.
Окончил Киргизский государственный институт физкультуры и спорта. Более 30 лет работал тренером по футболу в СДЮШОР г. Каракола, по состоянию на 2016 год — старший тренер школы. Награждён званием «Отличник физической культуры и спорта КР». В 2012 году привёл детскую команду Иссык-Кульской области к серебряным медалям Спартакиады школьников КР и Международных игр стран СНГ.
По состоянию на 2018 год — главный тренер клуба «Иссык-Куль», выступавшего в северной зоне первой лиги Кыргызстана.
Увлекается коллекционированием футбольных значков.
Женат, двое детей.